# Redlight
Singles de Ian Carey
Love Won't Wait
(2007) Get Shaky
(2008)
Redlight est une chanson du DJ américain de house Ian Carey sorti le 28 juillet 2008 sous le label GFAB Records. La chanson a été enregistrée en 2007, produite par Ian Carey.

## Liste des pistes
CD-Single Spinnin'
1. Red Light (Radio Edit)		2:54
2. Red Light (Bingoplayers Remix)		6:56
3. Red Light (Franky Rizardo Remix)		6:39
4. Red Light (Original Mix)		8:06

Digital Spinnin'
1. Red Light (Original Mix)		8:05
2. Red Light (Dub Mix)		7:56
3. Red Light (Franky Rizardo Remix)		6:38
4. Red Light (Muzzaik Remix)		6:53
5. Red Light (Bingo Player Remix)		6:56
6. Red Light (Danny Freakazoid Remix)		7:15
7. Red Light (Danny Freakazoid Dub)		7:11

12" Maxi
1. Red Light (Original Mix)		8:02
2. Red Light (Bingoplayers Remix)		6:55
3. Red Light (Muzzaik Remix)		6:53
4. Red Light (Danny Freakazoid Remix)		7:14

12" Maxi
1. Red Light (Original Mix)		8:06
2. Red Light (Muzzaik Remix)		6:54
3. Red Light (Dub Mix)		7:56
4. Red Light (Franky Rizardo Remix)		6:39

12" Maxi Royal Flush
1. Red Light (Original Mix)		8:03
2. Red Light (Dub Mix)		7:56
3. Red Light (Oliver Twizt's Red Light District Amsterdam Mix)		7:36
4. Red Light (Danny Freakazoid Remix)		7:15

## Classement par pays
| Classement (2008)          | Meilleure position |
| -------------------------- | ------------------ |
| Pays-Bas Classement single | 28                 |
| Moscou Classement Airplay  | 1                  |